# Liste de lieux et monuments de Turku
Cet article liste des lieux et monuments de Turku en Finlande.

## Architecture

### Manoirs et châteaux
- Château de Turku
  - Chapelle des nonnes
  - Église de Sture
  - Église du château
- Manoir de Brinkhall
- Manoir de Friskala
- Manoir d'Ispoinen
- Manoir de Suikkila (fi)
- Manoir de Perno (fi)
- Manoir d'Harjattula

### Édifices religieux
- Archevêché de Turku
- Cathédrale de Turku
- Église Béthel
- Monastère de l'Ordre de Sainte-Brigitte à Turku
- Église Saint-Henri
- Église d'Hirvensalo
- Église de Kakskerta
- Église de Koroinen (fi)
- Église de Luther
- Église Sainte-Marie
- Église de Jésus-Christ des saints des derniers jours
- Monastère de Liên Tâm
- Église de Martti
- Église Mikael
- Église orthodoxe
- Église de Paattinen
- Église de Pallivaha
- Église Sainte-Brigitte et du Bienheureux Hemming
- Chapelle du Saint-Esprit (fi)
- Chapelle œcuménique
- Église Sainte-Catherine
- Chapelle de la Sainte-Croix
- Synagogue de Turku
- Église de Varissuo
- Chapelle de la Résurrection

### Commerces
- Antintalo
- Forum
- Halle du marché
- Îlot urbain Hansa
- KOP-kolmio
- Länsikeskus
- Manhattan
- Skanssi
- Centre commercial de Varissuo

### Transports
- Port de Turku
- Aéroport de Turku
- Gare de Kupittaa
- Gare principale
- Räntämäen rautatieasema
- Gare de Turku-Port
- Voie ferrée côtière
- Kantatie 40
- Route périphérique de l'archipel
- Route des bœufs du Häme
- Route royale (Finlande)
- Seututie 110
- Voie rapide de Naantali
- Seututie 204
- Seututie 222
- Valtatie 1
- Valtatie 8
- Valtatie 9
- Valtatie 10

### Sports
- Golf d'Hirvensalo (fi)
- Centre sportif d'Impivaara
- Hall sportif de Kupittaa
- HK-areena
- Veritas Stadion
- Piscine de Turku
- Piscine de Kupittaa
- Stade de baseball de Kupittaa (fi)
- Hippodrome de Kupittaa (fi)
- Manhattan
- Hippodrome de Metsämäki
- Stade Paavo-Nurmi
- Piscine de Samppalinna
- Parc sportif de Turku
- Vélodrome de Turku

### Hôpitaux
- Centre hospitalier universitaire de Turku
- Heideken
- Hôpital municipal (fi)
- Hôpital du phare (fi)
- Hôpital psychiatrique pénitentiaire de Turku
- Hôpital régional de Turku (fi)
- Medisiina D
- Hôpital général (fi)
  - Hôpital A (fi)
  - Hôpital T (fi)
  - Hôpital U (fi)
  - Hôpital de Turunmaa (fi)

### Résidences
- Hospits Betel
- Prima
- Atrium
- Marina Palace
- Maison Qwensel
- Coopérative agricole
- Albatross
- Hjorten
- Turun Sanomat
- Pantern
- Palais Rettig
- Osakepankki
- Tours If
- Maison Verdandi
- Étoile d'Airisto
- Ikituuri
- Tour de Varissuo
- Villa Ekman
- Läntinen Pitkäkatu 20

### Autres
- Centre de congrès
- Centre administratif
- Hôtel de ville
- Observatoire de Vartiovuori
- Prison de Turku (fi)
- Ancienne mairie
- Observatoire d'Iso-Heikkilä
- Chantier naval de Perno
- Centre administratif municipal
- Caserne d'Heikkilä
- Palais de justice
- Maison blanche
- Château d'eau de Turku
- Château d'eau de Juhannuskukkula
- Tour de Pääskyvuori
- Phare aéronautique de Pansio
- Garnison de Pansio

## Lieux

### Places et rues
- Ancienne grande place du marché
- Place du marché
- Puutori
- Aurakatu
- Eerikinkatu
- Hämeenkatu
- Itäinen Pitkäkatu
- Itäinen Rantakatu
- Kaskenkatu
- Kaskenkatu–Aurakatu
- Koulukatu
- Koulukatu–Puistokatu
- Kupittaankatu
- Läntinen Rantakatu
- Linnankatu
- Puistokatu
- Sirkkalankatu
- Uudenmaankatu
- Yliopistonkatu

### Parcs, cimetières
- Cimetière de Turku
- Asemanpuisto
- Barkerinpuisto
- Brahenpuisto
- Parc d'Ingegerd
- Parc de Fleming
- Jardin botanique de l'université
- Linnanpuisto
- Lönnrotinpuisto
- Parc de Kupittaa
- Parc de Mannerheim
- Porthaninpuisto
- Puolalanmäki
- Parc de Ruissalo
- Parc de Runeberg
- Samppalinnanpuisto
- Tähkäpuisto
- Parc de la cathédrale

### Eaux, îles, colĺines
- Ruissalo
- Kukkarokivi
- Hirvensalo
- Kakskerta
- Satava
- Iso-Pukki
- Kulho
- Vepsä
- Järvistensaari
- Hinttinen
- Harva
- Pikku-Pukki
- Pähkinäinen
- Kakolanmäki
- Puolalanmäki
- Samppalinnanmäki
- Aninkaistenmäki
- Yliopistonmäki
- Vartiovuorenmäki
- Kerttulinmäki
- Aurajoki
- Vähäjoki
- Kärsämäen pirunpesä
- Nunnavuori
- Muhkurinmäki
- Pomponrahka

## Culture

### Éducation
- Conservatoire
- École de la cathédrale
- École internationale
- École normale
- Maison académique
- Université des sciences appliquées
- Université de Turku
- Diakonia
- Humak
- École supérieure de commerce
- Jardin botanique de l'université de Turku
- Parc scientifique
- École de Pansio
- Lycée de Luostarivuori
- École de Luostarivuori
- École de Syvälahti
- École Wäinö Aaltonen
- Institut chrétien de Turku
- Institut Paasikivi
- Centre de Sinappi

### Musées
- S/S Bore
- Forum Marinum
- Karjala
- Keihässalmi
- Musée d'Art
- Musée de l'artisanat de Luostarinmäki
- Musée de la biologie
- Musée de la pharmacie
- Musée Sibelius
- Musée Wäinö Aaltonen
- Musée de Kurala
- Nuoli 8
- Tyrsky
- S/S Vetäjä V

### Autres
- Palais des concerts
- Théâtre municipal
- Théâtre suédois
- Salle Sigyn
- Théâtre étudiant de Turku (fi)

- Bibliothèque principale de Turku
- Bâtiment polyvalent de Syvälahti (fi)
- Bibliothèque de l'Université de Turku (fi)
- Bibliothèque de l'Académie d'Åbo